# Earth, Wind & Fire
Gli Earth, Wind & Fire (nome a volte abbreviato nell'acronimo EWF) sono una formazione musicale statunitense formatasi a Chicago nel 1969, che spazia attraverso diversi generi musicali, quali R&B, Soul, Funk, Jazz e Disco. La band fu fondata da Maurice White. In oltre cinquant'anni di carriera hanno venduto circa 90 milioni di dischi, ricevuto 20 nomination ai Grammy Awards, vincendone 6. Hanno inoltre ottenuto 12 nomination agli American Music Award, vincendoli 4 volte. Nel 2000 sono stati inseriti nella Rock and Roll Hall of Fame e hanno ricevuto una stella sulla celebre Hollywood Walk of Fame di Los Angeles.

## Storia

### I primi anni
Nato a Memphis nel 1941, il leader e fondatore del gruppo Maurice White negli anni dell'adolescenza si trasferisce a Chicago, dove trova lavoro come batterista turnista per la Chess Records. Nel 1967, prende il posto del batterista Red Holt nel Ramsey Lewis Trio con cui suona fino al 1969; in quell'anno abbandona il trio e si unisce a due amici di Chicago, Wade Flemons e Don Whitehead, per comporre canzoni e jingle pubblicitari per le emittenti locali. I tre ottengono un contratto con la Capitol Records, prendono il nome di "Salty Peppers", ed incidono un brano di discreto successo nell'area del Midwest americano intitolato La La Time. Il secondo singolo dei Salty Peppers, Uh Huh Yeah, non ha altrettanto successo e Maurice decide di cambiare orizzonti e nome del gruppo, che diviene Earth, Wind & Fire.
Il nome deriva dal fatto che il segno zodiacale di White, il Sagittario, è un segno di fuoco, ma è influenzato anche dagli elementi della terra e dell'aria: da qui il motivo per cui nel nome non compare l'elemento "acqua".
White recluta il cantante di Chicago Sherry Scott ed il percussionista Phillard Williams, e chiede a suo fratello minore Verdine di seguirli. Verdine White si unisce al gruppo nel 1970 come nuovo bassista. Maurice organizza dei provini a Los Angeles, grazie ai quali si aggiungono alla formazione Michael Beale alla chitarra, Chester Washington ai fiati, Leslie Drayton alla tromba e, per un certo periodo, il trombonista ed arrangiatore del gruppo Alex Thomas. Con Flemons al vibrafono, alle tastiere e ai cori, e Verdine al basso, alle percussioni e ai cori, nascono finalmente gli Earth, Wind & Fire nella formazione a dieci elementi.
Il gruppo pubblica il primo album, l'omonimo Earth, Wind & Fire, nel 1970 tra i consensi della critica, che accompagneranno anche l'uscita di The Need of Love nel 1971. Un singolo estratto da quest'album, I Think About Lovin' You, permette agli EWF di entrare per la prima volta nei primi 40 posti della classifica R&B. Tuttavia, l'inquietudine di alcuni membri provoca lo scioglimento del gruppo dopo neanche sei mesi dalla nascita. Maurice White decide di riformarlo e riprende a tenere provini. Nel 1972 White cambia completamente la formazione, a parte sé stesso e il fratello Verdine White, aggiungendo Jessica Cleaves (cori), Ronnie Laws (flauto e sassofono), Roland Bautista alla chitarra, Larry Dunn (Tastiere), Ralph Johnson (Percussioni) e Philip Bailey (cori, proveniente dai Friends & Love).
In quel momento la Warner Bros. non sa come promuovere una tale formazione, dato che l'unico gruppo funk sotto contratto per l'etichetta è Charles Wright and the Watts 103rd Street Rhythm Band. Si decide quindi di affidarne le sorti ai manager Bob Cavallo e Joe Ruffalo, stabilendo un sodalizio che continuerà senza interruzioni fino al 1983. Cavallo era già il manager del popolare cantante pop/folk John Sebastian, e gli affianca gli EWF come gruppo spalla per una serie di serate. Un'esibizione al Rockefeller Center di New York fa conoscere gli EWF al presidente della Columbia Records, Clive Davis, che ne rimane affascinato al punto da rilevare il contratto dalla Warner Bros.
Nella primavera del 1972 gli EWF entrano in studio per registrare Last Days and Time, il loro debutto con la CBS. L'album contiene soprattutto materiale originale, ma Philip Bailey propone di aggiungere il brano di Pete Seeger, Where Have All The Flowers Gone. Viene inoltre registrata una cover del successo dei Bread, Make It With You. Last Days And Time è il primo album a vedere Maurice suonare la Kalimba elettronica, nel brano strumentale Power.
L'album Head to the Sky viene pubblicato nel 1973 portando ulteriori cambiamenti tra i membri della band: Ronnie Laws e Roland Bautista, infatti, abbandonano per seguire nuove strade nel campo della musica. Philip Bailey si ricorda di un suo vecchio compagno di scuola di Denver, Andrew Woolfolk (che pur studiando il sax con il maestro Joe Henderson, al momento della chiamata è quasi sul punto di seguire definitivamente la sua carriera di bancario); propone il chitarrista Al McKay, che suonava con The Watts 103rd St. Rhythm Band; e infine arricchisce la formazione con il chitarrista Johnny Graham proveniente dal famoso gruppo R&B dei New Birth. Dall'album sono estratti due singoli di successo: Evil, scritta da Maurice e Philip; e Keep Your Head To The Sky, che entreranno entrambe nelle prime 30 posizioni della classifica R&B e tra le prime 60 della classifica pop. Dopo l'uscita di Head To The Sky anche Jessica Cleaves (già componente dei Friends of Distinction) lascia il gruppo.
Il 1974 vede la pubblicazione dell'album Open Our Eyes, il primo degli Earth, Wind & Fire che ottiene il disco di platino. Con Open Our Eyes gli EWF entrano nelle prime 30 posizioni della classifica pop grazie alla canzone Mighty Mighty, che raggiunge il numero 29. A Mighty Mighty segue un nuovo singolo, Devotion, canzone con un profondo messaggio spirituale.

### Il grande successo
Il grande successo per gli Earth, Wind & Fire arriva nel 1975 grazie alla colonna sonora del film sul lato oscuro delle case discografiche That's the Way of the World, del regista Sig Shore (conosciuto come produttore per il film Super Fly, e con cui il gruppo aveva già lavorato nel 1974). In That's The Way Of The World gli Earth Wind & Fire, oltre ad eseguire tutte le canzoni, interpretano "The Group", astro nascente della scena musicale: nel film il personaggio interpretato da Harvey Keitel ascolta "The Group" esibirsi e produce il loro primo album. Il titolo del film (che in italiano suona pressappoco come "Così va il mondo") viene ripetuto più volte nel corso del film in riferimento al mondo della musica. 
Nonostante l'insuccesso del film la canzone Shining Star arriva prima nella Billboard Hot 100 nel 1975, viene premiato con il Grammy Award for Best R&B Performance by a Duo or Group with Vocals, vince il disco d'oro e diventa un brano popolarissimo e lancia definitivamente la carriera del complesso. Nel 2007 viene premiato con il Grammy Hall of Fame Award.
Johnson diventa cantante e, per la prima volta, il gruppo si esibisce con una sezione di fiati completa.
Anche il fratello minore di Maurice e Verdine, Fred White (che aveva suonato come batterista nei club di Chicago con Donny Hathaway, e più tardi con Little Feat), si unisce al gruppo con cui parte per un tour europeo con Santana.
Al ritorno dall'Europa la CBS chiede agli EWF di pubblicare un altro album. Le registrazioni del giugno 1975 danno vita a pezzi come Singasong (nata durante un soundcheck e secondo brano degli EWF capace di entrare tra le prime 10 della classifica pop) e Can't Hide Love, e l'album Gratitude conquista un doppio disco di platino. Quest'album vede ancora una volta Ralph Johnson nel ruolo di cantante e, per la prima volta, la sezione fiati del gruppo (Don Myrick e Louis Satterfield, entrambi conosciuti da Maurice nelle prime esibizioni a Chicago, e Michael Harris) viene citata sul disco tra i componenti, in quanto ormai parte integrante del suono del complesso.
Contemporaneamente agli impegni con gli EWF Maurice porta avanti la sua attività di produttore con la Kalimba Productions su due diversi fronti: la cantante Deniece Williams (ex-corista di Stevie Wonder nelle Stevie Wonder's Wonderlove), di cui White produce successi da Top 10 come Free e It's Gonna Take A Miracle; e il gruppo R&B The Emotions, che aveva già pubblicato diversi successi con la Volt Records tra il 1969 ed il 1974, e che con la canzone Best of My Love arriva al numero 1 sia della classifica pop che di quella R&B.
Gli Earth, Wind & Fire pubblicano Spirit nel 1976; in cui sono inclusi anche singoli di successo, come Getaway, di cui non sono autori. Pare che un tecnico intento alla registrazione del brano Getaway con il flautista Bobbie Humphries, l'avesse fatta ascoltare a Verdine White, facendogli notare come quella canzone sarebbe stata adatta agli Earth, Wind & Fire. Verdine non avrebbe avuto bisogno neanche di avere una copia della registrazione: una volta imparato il motivo l'avrebbe portato in studio ed inciso, facendolo diventare un nuovo grande successo. Subito dopo aver contribuito a coprodurre ed arrangiare Spirit degli EWF e This is Nicey, album solista di Deniece Williams, il produttore ed autore Charles Stepney muore per un attacco cardiaco all'età di 45 anni.
In questo periodo della carriera i concerti del gruppo vengono arricchiti da fuochi d'artificio, effetti di illusionismo, laser, piramidi volanti e chitarristi che levitavano. L'illusionista Doug Henning curerà la regia di molti dei loro tour nel corso degli anni settanta, mentre la band accoglie Larry Dunn alle tastiere, Al McKay alla chitarra e al sitar, Fred White alla batteria ed Andrew Woolfolk al sassofono e al flauto traverso.
Nel 1977 il complesso pubblica un nuovo album, All 'N All. Con la sua copertina dalle simbologie mistiche e canzoni piene di temi metafisici (Jupiter, Fantasy e Be Ever Wonderful), All'n All diventa il quinto album consecutivo del gruppo a conquistare il doppio disco di platino.
Una volta ripartita la tournée, gli EWF coinvolgono un pubblico sempre più vasto grazie ad effetti speciali e trucchi di scena sempre più elaborati, tra i quali quello con cui l'intero gruppo ascende verso una piramide ed una vera e propria sparizione con la quale svaniscono improvvisamente dalla vista degli spettatori presenti.
Nel frattempo Maurice White porta in tour alcune delle sue produzioni personali dell'epoca, tra le quali The Emotions, Deniece Williams e Ramsey Lewis.
Il 1978 è l'anno in cui gli EWF conquistano tre Grammy, il terzo dei quali per la loro versione della canzone dei Beatles Got to Get You Into My Life, tratta dal film Sgt. Pepper's Lonely Hearts Club Band (una versione cinematografica del celebre disco dei Beatles interpretata dai gruppi e dai cantanti di successo dell'epoca). Le previsioni sul fatto che il traino commerciale del film potesse portare al triplo disco di platino vengono rispettate. Il 1978 è anche l'anno in cui Maurice White e i manager Cavallo e Ruffalo riescono a trovare un accordo per il lancio della ARC (American Recording Corporation) attraverso la distribuzione della CBS; nonché l'anno della creazione di The Complex, uno studio di registrazione a Los Angeles. Il 1978 si conclude con un altro grandissimo successo, September, traccia inedita inserita nell'album The Best of EWF (Volume 1), che inevitabilmente conquista il doppio disco di platino.
Nel frattempo anche Philip Bailey diventa produttore, dietro richiesta di Bobby Harrys della Dazz Band, per il loro primo album: Kinsman Dazz. Bailey ne produrrà anche il secondo album, Dazz e ne curerà gli arrangiamenti vocali.
Nel 1979 il gruppo esegue September al concerto Music for UNICEF Concert, trasmesso in mondovisione dalla sede dell'ONU, cedendo i diritti della canzone all'UNICEF. Buona parte del 1979 vede il gruppo lontano dall'America per una serie di date in Europa e Giappone. A metà del 1979 gli EWF raggiungono la vetta delle classifiche dance con Boogie Wonderland, prodotta da Maurice e Al McKay, con la partecipazione di The Emotions. Verdine White affermerà che con Boogie Wonderland si è chiusa degnamente l'era della discomusic.
Maurice utilizza i Phoenix Horns (la sezione ottoni degli Earth Wind & Fire: Don Myrick al sassofono, Louis Satterfield al trombone, Rahmlee Davis e Michael Harris alle trombe) nei suoi progetti paralleli: the Emotions, Ramsey Lewis e Deniece Williams. Anche Phil Collins entra in contatto con i sopra citati musicisti, e li utilizza per alcune canzoni dei Genesis come No Reply at All e Paperlate, e in vari suoi lavori da solista, ad esempio I Missed Again e Sussudio.
Il doppio album Faces esce nel 1980 ed ottiene il disco d'oro. Dopo l'uscita del disco Al McKay, chitarrista di lungo corso, lascia la band per diventare produttore ed è rimpiazzato dal chitarrista Roland Bautista, già membro in una delle prime formazioni degli EWF che - rispetto a McKay - dà al gruppo un suono leggermente più rock.
Raise! del 1981, che conquista il doppio disco di platino, contiene il maggiore successo del gruppo Let's Groove, nonché il brano vincitore del Grammy I Wanna Be With You.
Powerlight è pubblicato nei primi mesi del 1983, include tra i brani Fall in Love with Me e Side by Side, e raggiunge il disco d'oro. Sempre nel 1983 gli Earth, Wind & Fire prendono parte alla colonna sonora del film di animazione Rock & Rule con la canzone Dance, Dance, Dance.
Alla fine del 1983 esce l'album Electric Universe, basato pesantemente sugli strumenti elettronici. Le vendite e le critiche si rivelano deludenti, e Maurice White scioglie il gruppo, attribuendo la mancanza di successo del disco all'eccessiva vicinanza temporale rispetto alla precedente uscita di Powerlight. Non saranno pubblicati ulteriori album a nome degli Earth, Wind & Fire per i successivi quattro anni.
Durante la pausa Philip Bailey fa uscire un album solista, Chinese Wall. Non è il suo primo album solista (aveva registrato una serie di LP gospel per le etichette Myrrh e Word), ma è quello di maggiore successo. Il primo singolo estratto, un duetto con Phil Collins intitolato Easy Lover, conquista il disco d'oro, mentre il video della canzone arriva al numero 1 della classifica di MTV.
Nello stesso periodo Verdine White continua a lavorare dietro le quinte, scrivendo e dirigendo video musicali. Inoltre produce un album dei Level 42, assieme a Larry Dunn, e si occupa della promozione di alcuni gruppi go-go come Trouble Funk e E.U.

### Dal 1987
Nel 1987 la CBS convince Philip Bailey e Maurice White del fatto che una reunion degli Earth, Wind & Fire convenga a tutti. La canzone del grande ritorno, System of Survival (numero 1 nella classifica R&B di Billboard), viene scritta da un autore all'epoca sconosciuto, Skylark. Il ricomponimento del gruppo (con l'aggiunta di un nuovo membro, il chitarrista Sheldon Reynolds) porta all'assegnazione di un altro doppio disco di platino al nuovo album Touch the World, e dà luogo alla pubblicazione di due nuovi successi R&B e dance: la già citata System Of Survival e Thinking Of You.
La band continua a pubblicare album, tra cui The Best of Earth, Wind & Fire Vol II del 1988 (contenente il brano Turn On The Beat Box); l'ultimo album con la Columbia, Heritage del 1990; e Millennium, per la Warner Brothers nel 1993, al quale collaborano anche artisti come Burt Bacharach e Prince. La canzone Sunday Morning, estratta, da Millennium riceve una nomination ai Grammy.
Il 30 luglio 1993 il sassofonista Don Myrick viene ucciso per un tragico scambio di persona da un poliziotto di Los Angeles. Il 13 ottobre 1993 Wade Flemmons, membro degli EWF tra il 1970 e il 1972, muore a Battle Creek, Michigan. Cinque anni dopo Maurice White annuncia di essere affetto dalla malattia di Parkinson.
Il 15 settembre 1995 agli Earth, Wind & Fire è tributata una stella sulla Hollywood Walk of Fame. All'evento partecipano tutti i membri originali del gruppo, compreso il fondatore Maurice White, che nell'occasione attribuisce il successo della band all'affetto dei fans. Da allora Maurice decide di non partecipare più alle tournée con il gruppo per dedicarsi a mansioni di produttore e concentrarsi sulla creazione di nuovi dischi degli Earth, Wind & Fire. Il primo disco dopo la rinuncia alle esibizioni live di Maurice è In The Name of Love del 1997, pubblicato dalla Pyramid Records.
Intanto nel 1996 il gruppo italiano Elio e le Storie Tese dedicava loro la canzone T.V.U.M.D.B. citando la loro musica e lo stesso Maurice White (chiamato Bianco come era solito fare Alex Baroni).
Il 20 giugno 1997 gli EWF suonano nel corso di un pranzo ufficiale alla Casa Bianca a Washington. L'evento ha luogo nel giardino della residenza presidenziale in onore di Sua Maestà Mohammed VI, Re del Marocco. Il gruppo è stato contattato dallo staff della Casa Bianca solo una settimana prima, ma conferma rapidamente la propria disponibilità ed arriva a Washington in aereo il giorno precedente il ricevimento.
Gli Earth, Wind & Fire entrano a far parte della Rock and Roll Hall of Fame nel 2000 e della Vocal Group Hall of Fame nel 2003. Inoltre, dal 7 luglio del 2003 hanno un posto nella Hollywood's RockWalk.
Maurice White pubblica due nuovi album degli Earth, Wind & Fire attraverso la sua etichetta discografica personale, la Kalimba Records: Live In Rio nel 2002 (registrazione di un concerto dell'I Am tour del 1980), e The Promise nel 2003 a distanza di sei anni dall'ultimo album in studio.
The Promise viene lanciato prima negli Stati Uniti e in Giappone, quindi in Europa ad inizio 2004, e riceve buone recensioni. The Promise contiene brani ispirati alle sonorità classiche degli EWF, come All In The Way, Betcha', She Waits, basata sul suono della kalimba, e due inediti risalenti alle registrazioni di I Am: Where Do We Go From Here e Dirty.
Nell'estate del 2004 il gruppo firma un'esclusiva discografica con la Sanctuary Urban Records Group, di Matthew Knowles, padre e manager di Beyoncé. L'album Illumination, ventitreesimo della band, esce il 20 settembre 2005 ed ottiene una nomination al Grammy nella categoria miglior album R&B del 2005. Nomination raggiunta anche per il primo singolo estratto, che è Show Me the Way, con la partecipazione di Raphael Saadiq. Sempre per l'album Illumination gli EWF vengono candidati per un Soul Train Music Award.
Il 18 settembre 2005, eseguono il loro grande successo September insieme ai Black Eyed Peas nel corso dello show per l'assegnazione degli Emmy Awards ai migliori programmi televisivi 2004-2005, trasmesso dalla CBS.
Il 27 settembre 2005 scompare il trombonista Louis Satterfield.
Il periodo delle vacanze natalizie 2005 vede gli EWF autori di una canzone per gli spot pubblicitari della Target Corporation, intitolata come lo slogan dell'azienda: Gather Round. Il brano è composto da Maurice White e Philip Bailey, e registrato insieme a David Foster, che ne è produttore e arrangiatore.
Tra il 2003 e il 2005 gli Earth, Wind & Fire si sono esibiti in un tour di enorme successo con il gruppo dei Chicago. Negli show le due band iniziano suonando separatamente il proprio repertorio e si ritrovano insieme sul palco in un gran finale in cui si scambiano vicendevolmente i brani. La versione dal vivo della ballata If You Leave Me Now, grande classico dei Chicago, interpretata da Philip Bailey è risultata talmente godibile da entrare a far parte della compilation dei Chicago Love songs uscita nel 2005.
Il 10 settembre 2013, a otto anni dall'ultimo disco di inediti, la band torna con un nuovo album intitolato Now, Then & Forever. Si tratta di un doppio cd nel quale trovano spazio 17 canzoni: 10 composizioni nuove e 7 successi. È incluso un duetto con Mario Biondi in After The Love Has Gone. Nel 2016 muore il leader Maurice White.

## Formazione

### Formazione attuale
- Philip Bailey - voce, conga, percussioni, kalimba (1972-1984; 1987-presente)
- Verdine White - basso, cori (1970-1984; 1987-presente)
- Ralph Johnson - percussioni, voce (1972-1984; 1987-presente); batteria (1972-1984)
- Gary Bias - sassofono (1987-presente)
- Reggie Young - trombone (1987-presente)
- B. David Whitworth - percussioni, voce (1996-presente)
- Myron McKinely - tastiere (2001-presente)
- John Paris - batteria, voce (2001-presente)
- Bobby Burns Jr. - tromba (2004-presente)
- Philip Bailey Jr. - percussioni, voce (2008–presente)
- Morris O'Connor – chitarra solita, voce (2008–presente)
- Serg Dimitrijevic – chitarra ritmica, voce (2012–presente)

### Ex componenti
- Maurice White † - voce, percussioni (1970-1984; 1987-2016, deceduto nel 2016)
- Wade Flemons † - voce, vibrafono, piano elettrico (1970-1972, deceduto nel 1993)
- Michael Beal - chitarra, armonica a bocca (1970-1972)
- Leslie Dayton - tromba (1970-1972)
- Yackov Ben Israel (aka Phillard Williams) - congas, percussioni (1970-1972)
- Sherry Scott - voce (1970-1972)
- Alexander Thomas - sassofono tenore (1970-1972)
- Chester Washington - sassofono (1970-1972)
- Don Whitehead - piano acustico, piano elettrico, voce (1970-1972)
- Helena Davis - voce (1972)
- Roland Bautista † - chitarra (1972–1973, 1981–1984, deceduto nel 2012)
- Jessica Cleaves † - voce (1972-1973, deceduta nel 2014)
- Larry Dunn - tastiere, sintetizzatori, minimoog (1972-1984)
- Ronnie Laws - sassofono, flauto traverso (1972-1973)
- Johnny Graham - chitarra, tromba, percussioni (1973-1983)
- Al McKay - chitarra, sitar, percussioni (1973-1980)
- Andrew Woolfolk † - sassofono, flauto traverso, percussioni (1973-1984, 1987-1993, deceduto nel 2022)
- Fred White † - batteria (1974-1984, deceduto nel 2023)
- Rahmlee Michael Davies - tromba (1975-1983)
- Michael Harris - tromba (1975-1983)
- Don Myrick † - sassofono (1975-1983, deceduto nel 1993)
- Louis Satterfield † - trombone (1975-1983, deceduto nel 2004)
- Elmer Brown - tromba (1979)
- Beloyd Taylor † - percussioni, chitarra, voce (1981-1982, deceduto nel 2014)
- Sonny Emory - batteria, voce (1987-1999)
- Sheldon Reynolds † - chitarra, voce (1987-2002, deceduto nel 2023)
- Dick Smith - chitarra, voce (1987-1991)
- Mike McKnight - tastiere (1987-1999)
- Vance Taylor - tastiere (1987-1993)
- Raymond Lee Brown - tromba (1987-2004)
- David Lautrec - tastiere (1990)
- Freddie Ravel - tastiere (1993-1994)
- Morris Pleasure - tastiere (1993-2001)
- David Romero - percussioni (1993-2002)
- Carl Carwell - voce (1994-1997)
- Robert Brookins † - tastiere (1998-2004, deceduto nel 2009)
- Gordon Campbell - batteria (1999-2001)
- Bobby Gonzales - chitarra, voce (2001-2002)
- Daniel de los Reyes - percussioni (2002-2004)
- John Johnson - chitarra, voce (2002-2004)
- Greg "G-Mo" Moore - chitarra ritmica, voce (2002-2014)
- Kimberly Brewer - voce (2004)
- Krystal Bailey - voce (2004)
- Vadim Zilberstein - chitarra solista, voce (2004-2008)
- Kim Johnson - voce (2004-2009)

## Discografia

### Album in studio
- 1971 - Earth, Wind & Fire
- 1972 - The Need of Love
- 1972 - Last Days and Time
- 1973 - Head to the Sky
- 1974 - Open Our Eyes
- 1975 - That's the Way of the World
- 1976 - Spirit
- 1977 - All 'N All
- 1979 - I Am
- 1980 - Faces
- 1981 - Raise!
- 1983 - Powerlight
- 1983 - Electric Universe
- 1987 - Touch the World
- 1990 - Heritage
- 1993 - Millennium
- 1996 - Avatar
- 1997 - In the Name of Love
- 2003 - The Promise
- 2005 - Illumination
- 2013 - Now, Then & Forever
- 2014 - Holiday

### Album dal vivo e raccolte
- 1974 - Another Time
- 1975 - Gratitude
- 1978 - The Best of Earth, Wind & Fire, Vol. 1
- 1988 - The Best of Earth, Wind & Fire, Vol. 2
- 1992 - The Eternal Dance
- 1996 - Elements of Love
- 1995 - Definitive Collection
- 1996 - Greatest Hits Live
- 1998 - Super Hits
- 1998 - Greatest Hits
- 2002 - The Essential Earth, Wind & Fire
- 2002 - The Essential Earth, Wind & Fire (edizione europea)
- 2002 - That's the Way of the World: Alive in 75
- 2003 - EWF Live in Rio
- 2004 - Love Songs

### Singoli
- 1970 - Love Is Life
- 1971 - I Think About Lovin' You
- 1973 - Evil
- 1973 - Keep Your Head to the Sky
- 1974 - Kalimba Story
- 1974 - Devotion
- 1974 - Mighty Mighty
- 1975 - That's the Way of the World
- 1975 - Shining Star
- 1975 - Sun Goddess
- 1975 - Can't Hide Love
- 1975 - Sing a Song
- 1976 - Getaway
- 1976 - Saturday Nite
- 1976 - On Your Face
- 1977 - Serpentine Fire
- 1978 - Fantasy
- 1978 - Jupiter
- 1978 - Magic Mind
- 1978 - Got to Get You into My Life
- 1978 - September
- 1979 - In the Stone
- 1979 - Boogie Wonderland (feat. The Emotions)
- 1979 - After the Love Has Gone
- 1979 - Star
- 1979 - Can't Let Go
- 1980 - You

- 1980 - Let Me Talk
- 1980 - Back on the Road
- 1981 - Let's Groove
- 1981 - Wanna Be with You
- 1981 - I've Had Enough
- 1981 - Lookin for You
- 1983 - Fall in Love with Me
- 1983 - Side by Side
- 1983 - Spread Your Love
- 1983 - Magnetic
- 1987 - System of Survival
- 1987 - Thinking of You
- 1987 - Evil Roy
- 1987 - You and I
- 1988 - Turn On (The Beat Box)
- 1990 - For the Love of You
- 1990 - Heritage
- 1990 - Wanna Be the Man
- 1993 - Sunday Morning
- 1993 - Spend the Night
- 1993 - Two Hearts
- 1997 - Revolution
- 1999 - September 1999
- 2003 - All in the Way
- 2005 - Pure Gold
- 2008 - Gold